# Fernanda Contreras (tenista)
Fernanda Contreras (8 de octubre de 1997) es una tenista profesional mexicana.
Contreras tiene como mejor ranking de individuales WTA en su carrera, el número 141, logrado en septiembre de 2022. También tiene un ranking WTA más alto de su carrera, No. 156 en dobles, logrado el 16 de mayo de 2022.
Es nieta de Francisco "Pancho" Contreras, destacado extenista que representó a México en torneos internacionales, tales como la Copa Davis, siendo parte del histórico equipo mexicano que quedó subcampeón en la edición de 1962. Además, fue doble medallista en los Juegos Panamericanos de São Paulo 1963.
Estuvo jugando en el circuito universitario de Estados Unidos mientras se graduaba de la licenciatura en Ingeniería mecánica en 2019. Fue entonces cuando dio el paso al tenis profesional.
Contreras hizo su debut en el cuadro principal de Grand Slam en Roland Garros 2022, dónde alcanzaría la segunda ronda tras pasar la fase previa.

## Títulos WTA (0; 0+0)

### Dobles (0)
| Leyenda                                |
| -------------------------------------- |
| Grand Slam (0)                         |
| Juegos Olímpicos (0)                   |
| WTA Finals (0)                         |
| P. Mandatory & Premier 5, WTA 1000 (0) |
| Premier, WTA 500 (0)                   |
| International, WTA 250 (0)             |

#### Finalista (1)
| N.º | Fecha              | Torneos   | Superficie | Pareja           | Oponentes                            | Resultado        |
| --- | ------------------ | --------- | ---------- | ---------------- | ------------------------------------ | ---------------- |
| 1.  | 5 de marzo de 2023 | Monterrey | Dura       | Kimberly Birrell | Yuliana Lizarazo María Paulina Pérez | 3-6, 7-5, [5-10] |